# Melissa Holt
Melissa Holt (Napier (Nieuw-Zeeland), 11 december 1976) is een Nieuw-Zeelands wielrenster. Ze werd drie keer Nieuw-Zeelands kampioene op de weg en vijf keer in het tijdrijden. Ze kwam namens Nieuw-Zeeland uit op de wegrit op de Olympische Zomerspelen 2004 in Athene. Ook nam ze deel aan de Gemenebestspelen in 2002, 2006 en 2010.

## Palmares
2000
 Nieuw-Zeelands kampioenschap op de weg
2001
 Nieuw-Zeelands kampioene op de weg
 Nieuw-Zeelands kampioene tijdrijden
2002
 Nieuw-Zeelands kampioene tijdrijden
 Nieuw-Zeelands kampioenschap op de weg
2004
Grand Prix de Chambéry
2005
 Nieuw-Zeelands kampioenschap op de weg
 Nieuw-Zeelands kampioenschap tijdrijden
2007
 Nieuw-Zeelands kampioenschap op de weg
Eindklassement, proloog, 1e en 3e etappe Vuelta de Bisbee
2008
 Nieuw-Zeelands kampioene op de weg
 Nieuw-Zeelands kampioene tijdrijden
2009
 Nieuw-Zeelands kampioene op de weg
 Nieuw-Zeelands kampioene tijdrijden
 Oceanisch kampioenschap tijdrijden
2010
 Nieuw-Zeelands kampioene tijdrijden